# Studi anatomici di feto nell'utero
Gli Studi anatomici di feto nell'utero sono due schizzi a colori realizzati da Leonardo da Vinci intorno al 1511 e attualmente parte della Royal Collection.

## Storia e descrizione
Leonardo studiò l'embriologia umana con l'aiuto dell'anatomista Marcantonio della Torre, vedendo il feto all'interno di un cadavere. Il primo studio mostra il feto in posizione podalica all'interno di un utero dissezionato. Lo scienziato disegnò erroneamente i cotiledoni placentari nelle pareti vascolari dell'utero umano, avendoli precedentemente ritrovati all'interno dell'utero di una mucca. Il secondo studio mostra l'apertura esterna degli organi genitali femminili - la vulva - nonché, in alto a destra, la presunta disposizione dei muscoli addominali e il feto da varie angolazioni. La nota in cima alla pagina afferma: "Dimanda la moglie di Biagin Crivelli come il cappone alleva le oua della ghallina essendo lui imbricato". Leonardo ipotizzò che il cordone ombelicale fosse responsabile del trasporto dell'urina del feto al di fuori dell'utero.
Gli schizzi furono originariamente lasciati in eredità a Francesco Melzi. Tra il 1582 e il 1590 circa furono acquistati dagli eredi del Melzi da parte di Pompeo Leoni. Nel 1630 appartenevano a Thomas Howard, XXI conte di Arundel. Dal 1690 gli studi sono parte della Royal Collection.

## Influenza
Attraverso i suoi studi Leonardo fu il primo nella storia a rappresentare correttamente il feto umano e la posizione che assume all'interno di un utero - nello schizzo sezionato. Rivoluzionò anche la concezione dell'utero, disegnandolo con una sola camera, mentre all'epoca le teorie più diffuse ritenevano vi fossero più camere (che quindi dividevano i feti, in caso di parto gemellare, in compartimenti separati). Leonardo rappresentò senza alcun errore anche l'arteria uterina e il sistema vascolare della cervice e della vagina.